# Логвиновка (Белгородская область)
Логвиновка — поселок в Старооскольском городском округе Белгородской области, входящий в состав Потуданской сельской территории. Расстояние до Старого Оскола составляет 35 км.

## История
Посёлок Логвиновка был образован в 1685 году. В документах 1848 г. Логвиновка названа «хутором в несколько дворов». Он возник возле мощного родника, питавшего реку Потудань.
В 1903 году в посёлке было 35 дворов, здесь жили безземельные крестьяне, в основном ремесленники или те, кто работал на помещика из соседнего села Знаменка. В период коллективизации на территории посёлка была создана сельхозартель «Красное Знамя».
16 июня 1934 года Логвиновка вошла в Верхне-Боровой Потуданский сельский Совет трудящихся Шаталовского района Воронежской области.
Указом Президиума Верховного Совета СССР от 06.01.1954 года образована Белгородская область. Верхне-Боровой Потуданский сельский Совет депутатов трудящихся Шаталовского района стал входить в Белгородскую область. Указом Президиума Верховного Совета РСФСР от 01.02.1963 года Шаталовский район был упразднён, и его территория вошла в Старооскольский район. Верхне-Боровой Потуданский сельский Совет вошёл в состав Старооскольского района Белгородской области.
В 1985 году в посёлке Логвиновка насчитывалось 45 человек и 21 домовладение. В 1997 году в Логвиновке было 17 домовладений и 28 жителей.

## Население
| 2002 | 2010 |
| ---- | ---- |
| 37   | ↘24  |